# 楊樹烈
楊樹烈（？年—？年），江西新淦縣人，由拔貢考取教習，雍正五年任四川順慶府岳池縣知縣。是一位政治人物，明清時曾在四川順慶府岳池縣（位於今四川東北部，武周萬歲通天二年分南充、相如二縣置，是一個千年古縣）擔任官吏。